# أزمة المدينة والريف في المغرب
أزمة المدينة والريف هي إستراتيجية مغربية للتهيئة الحضرية والريفية لمواجهة مشاكل وأزمات المدن والبوادي في المغرب ومن بين هذه المشاكل:

## تعدد مظاهر ازمة المدن المغربية
- المجال الاقتصادي: الافتقار إلى المؤسسات الاقتصادية القوية (الشركات الكبرى)، وانتشار الأنشطة غير المهيكلة كتجارة الرصيف والباعة المتجولين.
- المجال الاجتماعي: حدة الفوارق الطبقية، وارتفاع نسبة البطالة والفقر، وانتشار التسول والتشرد، وارتفاع نسبة الجريمة.[1]
- مجال التجهيزات: نقص البنيات التحتية والخدمات العمومية، وأزمة النقل الحضري.
- المجال العمراني: أحياء الصفيح، والسكن العشوائي، والمضاربات العقارية.
- المجال البيئي: تراكم النفايات، وتلوث الهواء، وكثرة الضجيج، وقلة المناطق الخضراء.

### عوامل أزمة المدن المغربية
- النمو الحضري السريع الناتج عن الهجرة القروية الكثيفة ومعدل التكاثر الطبيعي الذي لم ينخفض بعد إلى المستوى المطلوب.
- النمو الاقتصادي البطيء، وسوء تدبير المدن، وضعف الاستجابة لحاجات السكان المتزايدة.
- قلة رساميل وطنيه والأجنبية

## أشكال مواجهة أزمة المدينة المغربية
- اقتصاديا: إحداث المناطق الصناعية، وتشجيع الاستثمارات والمقاولات والتعاونيات، وتنظيم المعارض.
- اجتماعيا: إقرار المبادرة الوطنية للتنمية البشرية، وتطبيق برامج محاربة الفقر ومظاهر الإقصاء الاجتماعي.[1]
- ميدان التجهيزات: إنجاز مشاريع البنية التحتية لإعادة تأهيل المدن، وتفويت بعض الخدمات العمومية كالماء الشروب والكهرباء والتطهير والنقل الحضري للقطاع الخاص الأجنبي أو الوطني.
- عمرانيا: محاربة السكن العشوائي ودور الصفيح، ودعم السكن الاقتصادي، وتوفير الأراضي العامة للمشاريع السكنية، وحل مشكل العقار.
- بيئيا: تشييد المطارح القانونية للأزبال ومحطات معالجة النفايات الصلبة والسائلة، وإحداث المناطق الخضراء، ومراقبة تلوث الهواء.

## مشاكل الريف المغربي
- الميدان الاقتصادي: ضعف مردود الفلاحة، وانتشار الزراعات البورية (المعتمدة مباشرة على الأمطار) والمعيشية (الموجهة نحو السوق الداخلية)، وقلة الأنشطة الاقتصادية الأخرى كالصناعة والتجارة والخدمات.
- الميدان الاجتماعي: انتشار الأمية، وضعف نسبة التمدرس والتغطية الصحية، وارتفاع نسبة الفقر والبطالة، وتفاقم الهجرة القروية.
- ميدان التجهيزات: ضعف شبكة الماء الشروب والكهرباء والمواصلات والخدمات العمومية، وهشاشة السكن القروي.

### أزمة البادية المغربية إلى عدة أسباب منها
- تهميش البادية المغربية من حيث التنمية الاقتصادية والاجتماعية.
- تعاقب سنوات الجفاف منذ مطلع ثمانينيات القرن 20.
- سوء تسيير الجماعات القروية.[2]
- استعمال مبيدات و الأسمدة

## تدخل الدولة لمعالجة أزمة الريف المغربي
- برامج التنمية الاقتصادية: من أبرزها برنامج الاستثمار الفلاحي في المناطق البورية، والبرنامج الوطني لمكافحة التصحر وآثار الجفاف.
- برامج التجهيزات والخدمات العمومية: في طليعتها برنامج تزويد العالم القروي بالماء الشروب، وبرنامج كهربة البوادي، والبرنامج الوطني للطرق القروية. بالإضافة إلى تشييد السدود ومد قنوات الري، وبناء المدارس والمستوصفات.
- المشاريع الكبرى: من بينها إستراتيجية 2020 للتنمية القروية، ومشروع التنمية الاقتصادية القروية للريف الغربي، ومشروع تنمية الأقاليم الشمالية، ومشروع حوض سبو.

رغم الجهود المبذولة، لا تزال المدن والبوادي المغربية تعرف عدة صعوبات. يضاف إليها مشكل الماء والتصحر الذي يعاني منه المغرب كأحد بلدان العالم العربي.